# Sado (fiume)
Il fiume Sado è un fiume del Portogallo anticamente chiamato Sádão.

## Corso del fiume
Nasce in Serra da Vigia ad un'altitudine di 230 m s.l.m.; attraversa i comuni di Alvalade e Alcácer do Sal e sfocia nell'oceano Atlantico di fronte a Setúbal dopo un percorso di 180 km. Da Alcácer do Sal alla foce si sviluppa in un ampio estuario separato dal mare dalla penisola di Tróia.

Insieme al Côa e al Mira è uno dei pochi fiumi portoghesi che scorre da sud a nord.
Il bacino idrografico del Sado si estende per un'area di 7640 km²; l'estuario occupa un'area di circa 160 km² con una profondità media di 8 m e massima di 50 m.

Il deflusso annuale alla foce del fiume è mediamente di 40 m³/s con una forte escursione stagionale con valori inferiori a 1 m³/s d'estate e superiori a 150 m³/s d'inverno.

La non grande portata del Sado è dovuta principalmente a due fattori: il clima molto arido dell'Alentejo dove nasce e il piccolo dislivello fra sorgente e foce.
Nell'estuario del Sado abita una popolazione di delfini (Tursiops truncatus) che ha resistito all'invasione del suo habitat da parte dell'uomo.

### Origine del toponimo
L'origine del nome non è nota, forse è pre-romana. Nel XVIII secolo il fiume si chiamava Sádão, forma che rimane in alcuni toponimi: São Romão do Sádão (Alcácer do Sal), Santa Margarida do Sádão (Ferreira do Alentejo) e São Mamede do Sádão (Grândola).

## Affluente principale
- Fiume Xarrama